# Combretum angolense
Combretum angolense är en tvåhjärtbladig växtart som beskrevs av Friedrich Welwitsch och Laws.. Combretum angolense ingår i släktet Combretum och familjen Combretaceae. Inga underarter finns listade i Catalogue of Life.